# Sparianthis
Genre
Synonymes
- Pseudosparianthis Simon, 1887
- Sampaiosia Mello-Leitão, 1930

Sparianthis est un genre d'araignées aranéomorphes de la famille des Sparassidae.

## Distribution
Les espèces de ce genre se rencontrent en Amérique du Sud et aux Antilles.

## Liste des espèces
Selon World Spider Catalog (version 25.5, 21/08/2024) :
- Sparianthis accentuata (Caporiacco, 1955)
- Sparianthis beebei Rheims, 2020
- Sparianthis boibumba Casas & Rheims, 2024
- Sparianthis boraris Rheims, 2020
- Sparianthis caracarai Rheims, 2020
- Sparianthis cascalheira Casas & Rheims, 2024
- Sparianthis chicaque Casas & Rheims, 2024
- Sparianthis chickeringi (Gertsch, 1941)
- Sparianthis crulsi (Mello-Leitão, 1930)
- Sparianthis granadensis (Keyserling, 1880)
- Sparianthis humaita Rheims, 2020
- Sparianthis iguaque Casas & Rheims, 2024
- Sparianthis juazeiro Rheims, 2020
- Sparianthis juruti Rheims, 2020
- Sparianthis matupiri Casas & Rheims, 2024
- Sparianthis medina Casas & Rheims, 2024
- Sparianthis megalopalpus (Caporiacco, 1954)
- Sparianthis picta (Simon, 1887)
- Sparianthis ravida (Simon, 1898)
- Sparianthis tuparro Casas & Rheims, 2024

Selon World Spider Catalog (version 23.5, 2023) :
- † Sparianthis pfeifferi (Wunderlich, 1988)

## Systématique et taxinomie
Ce genre a été décrit par Simon en 1880 dans les Sparassidae.
Pseudosparianthis et Sampaiosia ont été placés en synonymie par Rheims en 2020.

## Publication originale
- Simon, 1880 : « Révision de la famille des Sparassidae (Arachnides). » Actes de la Société Linnéenne de Bordeaux, vol. 34, p. 223-351 (texte intégral).